# Wynne
Wynne é uma cidade localizada no estado americano de Arkansas, no Condado de Cross.
A cidade foi nomeada em homenagem ao capitão Jesse Watkins Wynne, um texano que alcançou o posto de capitão na Guerra Civil com apenas 21 anos.

## Demografia
Segundo o censo americano de 2000, a sua população era de 8615 habitantes.
Em 2006, foi estimada uma população de 8497, um decréscimo de 118 (-1.4%).

## Geografia
De acordo com o United States Census Bureau, a localidade tem uma área de 21,1 km², sem área coberta por água. Wynne localiza-se a aproximadamente 76 m acima do nível do mar.

## Localidades na vizinhança
O diagrama seguinte representa as localidades num raio de 32 km ao redor de Wynne.